# 丰斯 (加尔省)
丰斯（法語：Fons，法語發音：[fɔ̃s]）是法国加尔省的一个市镇，位于该省中部，属于尼姆区。

## 地理
丰斯（43°54'28"N, 4°11'40"E）面积9.28 平方千米，位于法国奧克西塔尼大區加尔省，该省份为法国南部沿海省份，南端濒地中海，北起顺时针与阿尔代什省、沃克吕兹省、罗讷河口省、埃罗省、阿韦龙省和洛泽尔省接壤。
与丰斯接壤的市镇（或旧市镇、城区）包括：加让、穆莱藏、圣博泽利、圣马梅尔迪加尔、蒙塔尼亚克。

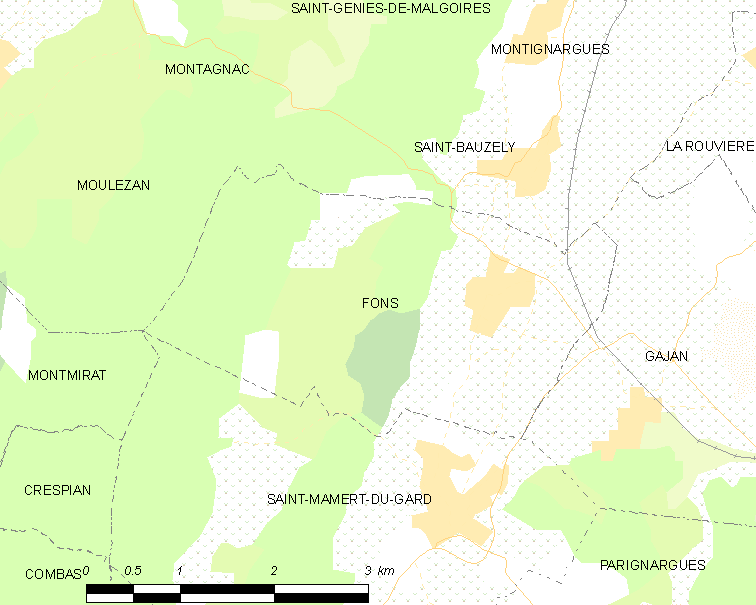
的OSM定位图

丰斯的时区为UTC+01:00、UTC+02:00（夏令时）。

## 行政
丰斯的邮政编码为30730，INSEE市镇编码为30112。

## 政治
丰斯所属的省级选区为卡尔维松县。

## 人口

1962-2008年间人口变化图示

丰斯于2022年1月1日时的人口数量为1734人。